# Meistriliiga 1994-1995
La Meistriliiga 1994-1995 fu la quarta edizione della massima serie del campionato di calcio estone conclusa con la vittoria del Flora Tallinn, al suo secondo titolo.

## Formula
Rispetto alla precedente stagione la formula cambiò radicalmente: il numero di squadre scese da 12 ad 8 e, come nella prima edizione post Unione Sovietica, il torneo era diviso in due fasi: nella prima fase le squadre si incontrarono in turni di andata e ritorno, per un totale di 14 incontri per squadra. Venne cambiato anche il metodo di attribuzione dei punti in classifica: venivano assegnati tre punti per la vittoria, uno per il pareggio e zero per la sconfitta. Le prime sei classificate si qualificavano nel girone per il titolo, portandosi dietro la metà (approssimata per eccesso) dei punti accumulati nella prima fase.
Le ultime due classificate dovevano invece disputare un torneo a sei insieme alle prime due di ciascuno dei due gironi di Esiliiga 1994-1995: solo la prima poteva ottenere il posto in Meistriliiga. A fine stagione, però, la FIFA costrinse la Federazione estone a riammettere il Tevalte Tallinn, escluso nella precedente stagione senza prove concrete. Fu perciò necessario giocare un ulteriore spareggio tra l'ultima del girone del titolo e la seconda del girone promozione / retrocessione.

## Squadre partecipanti
| Club            | Città   | Stagione precedente      |
| --------------- | ------- | ------------------------ |
| DAG Tartu       | Tartu   | 7° in Meistriliiga       |
| EP Jõhvi        | Jõhvi   | 6° in Meistriliiga       |
| Flora Tallinn   | Tallinn | Campione d'Estonia       |
| Kalev Pärnu     | Pärnu   | 1° in Esiliiga, promosso |
| Lantana Tallinn | Tallinn | 3° in Meistriliiga       |
| Norma Tallinn   | Tallinn | 2° in Meistriliiga       |
| Sadam Tallinn   | Tallinn | 5° in Meistriliiga       |
| Trans Narva     | Narva   | 4° in Meistriliiga       |

## Primo turno
| Pos. | Squadra         | Pt | Pt2 | G  | V  | N | P  | GF | GS | DR  |
| ---- | --------------- | -- | --- | -- | -- | - | -- | -- | -- | --- |
| 1    | Flora Tallinn   | 34 | 17  | 14 | 10 | 4 | 0  | 32 | 4  | +28 |
| 2    | Lantana Tallinn | 33 | 17  | 14 | 10 | 3 | 1  | 44 | 7  | +37 |
| 3    | Trans Narva     | 26 | 13  | 14 | 7  | 5 | 2  | 23 | 9  | +14 |
| 4    | Sadam Tallinn   | 25 | 13  | 14 | 7  | 4 | 3  | 29 | 11 | +18 |
| 5    | EP Jõhvi        | 18 | 9   | 14 | 5  | 3 | 6  | 25 | 16 | +9  |
| 6    | Norma Tallinn   | 10 | 5   | 14 | 3  | 1 | 10 | 9  | 51 | -42 |
| 7    | Kalev Pärnu     | 7  | -   | 14 | 2  | 1 | 11 | 12 | 35 | -23 |
| 8    | FC DAG Tartu    | 4  | -   | 14 | 1  | 1 | 12 | 6  | 47 | -41 |

### Risultati
|                  | FLO | NOR  | LMA | TRN | SAD | EPJ | DAG  | KAL |
| FC Flora         | *** | 12-0 | 0-0 | 2-1 | 2-2 | 0-0 | 2-0  | 3-0 |
| FC Norma         | 0-3 | ***  | 0-3 | 0-3 | 2-2 | 0-4 | 2-0  | 1-2 |
| Lantana/Marlekor | 0-2 | 10-0 | *** | 0-0 | 1-0 | 4-1 | 11-0 | 5-1 |
| Trans            | 1-1 | 1-0  | 0-1 | *** | 0-0 | 2-0 | +:-  | 6-1 |
| Sadam            | 0-2 | 6-0  | 1-1 | 0-1 | *** | 2-0 | 3-0  | 3-1 |
| EP Jõhvi         | 0-1 | 4-0  | 0-1 | 2-2 | 1-2 | *** | 3-0  | 1-1 |
| DAG              | 0-2 | 1-2  | 1-5 | 2-2 | 0-5 | 0-6 | ***  | 2-0 |
| JK/Kalev         | -:+ | 0-2  | 1-2 | 0-4 | 0-3 | 1-3 | 4-0  | *** |

### Verdetti
- Flora Tallinn, Lantana Tallinn, Trans Narva,	Sadam Tallinn, Eesti Põlevkivi Jõhvi e Norma Tallinn ammessi al girone per il titolo.
- Kalev Pärnu e DAG Tartu ammessi al Girone promozione/retrocessione.

## Secondo turno

### Girone per il titolo
|                    | Pos. | Squadra         | Pt         | G  | V | N | P | GF | GS | DR  |
| ------------------ | ---- | --------------- | ---------- | -- | - | - | - | -- | -- | --- |
| Estonia (bandiera) | 1    | Flora Tallinn   | 24(+17)=41 | 10 | 7 | 3 | 0 | 27 | 6  | +21 |
|                    | 2    | Lantana Tallinn | 23(+17)=40 | 10 | 7 | 2 | 1 | 26 | 9  | +17 |
|                    | 3    | Trans Narva     | 13(+13)=26 | 10 | 4 | 1 | 5 | 9  | 15 | -6  |
|                    | 4    | Sadam Tallinn   | 12(+13)=25 | 10 | 4 | 0 | 6 | 11 | 14 | -3  |
|                    | 5    | EP Jõhvi        | 12(+9)=21  | 10 | 4 | 0 | 6 | 17 | 24 | -7  |
|                    | 6    | Norma Tallinn   | 3(+5)=8    | 10 | 1 | 0 | 9 | 6  | 28 | -22 |

#### Risultati
|                  | FLO | LMA | TRN | SAD | EPJ | NOR |
| FC Flora         | *** | 1-1 | 3-0 | 2-0 | 6-0 | 4-2 |
| Lantana/Marlekor | 1-1 | *** | 1-4 | 2-1 | 4-1 | 4-0 |
| Trans            | 1-1 | 0-3 | *** | 0-1 | 2-1 | 0-1 |
| Sadam            | 0-3 | 0-5 | 0-1 | *** | 4-0 | 2-0 |
| EP Jõhvi         | 0-3 | 1-3 | 4-0 | 1-0 | *** | 4-1 |
| FC Norma         | 1-3 | 0-2 | 0-1 | 0-3 | 1-5 | *** |

### Girone promozione/retrocessione
|  | Pos. | Squadra               | Pt | G  | V | N | P | GF | GS | DR  |
|  | ---- | --------------------- | -- | -- | - | - | - | -- | -- | --- |
|  | 1    | Tervis Pärnu          | 22 | 10 | 7 | 1 | 2 | 32 | 8  | +24 |
|  | 2    | Kalev Pärnu           | 18 | 10 | 6 | 0 | 4 | 35 | 24 | +11 |
|  | 3    | Jalgpallikool Tallinn | 18 | 10 | 6 | 0 | 4 | 20 | 20 | +0  |
|  | 4    | Dünamo Tallinn        | 15 | 10 | 4 | 3 | 3 | 43 | 16 | +27 |
|  | 5    | Lelle                 | 10 | 10 | 3 | 1 | 6 | 8  | 44 | -36 |
|  | 6    | FC DAG Tartu          | 3  | 10 | 0 | 3 | 7 | 8  | 34 | -26 |

### Verdetti
- Flora Tallinn campione di Estonia e qualificato al turno preliminare di Coppa UEFA 1995-1996.
- Lantana Tallinn qualificato al turno preliminare di Coppa delle Coppe 1995-1996 come vincitore della Coppa d'Estonia.
- DAG Tartu retrocesso in Esiliiga.
- Tervis Pärnu promosso in Meistriliiga.

## Spareggio
| Tallinn Andata | Norma Tallinn | 2 – 3 | Kalev Pärnu |  |

| Pärnu Ritorno | Kalev Pärnu | 0 – 0 | Norma Tallinn |  |

Il Kalev Pärnu rimane in Meistriliiga, Norma Tallinn retrocesso in Esiliiga.

## Classifica marcatori
| Pos | Nme               | Club                     | Gol |
| --- | ----------------- | ------------------------ | --- |
| 1   | Serhiy Morozov    | Lantana Tallinn          | 25  |
| 2   | Ričardas Zdančius | Flora Tallinn            | 12  |
| 3   | Sergei Afanasyev  | JK Eesti Põlevkivi Jõhvi | 11  |
| 4   | Toomas Krõm       | Flora Tallinn            | 9   |
| 4   | Dmitri Ustritski  | Sadam Tallinn            | 9   |
| 4   | Maksim Gruznov    | Lantana Tallinn          | 9   |
| 7   | Andrei Krõlov     | Sadam Tallinn            | 8   |
| 7   | Juri Braiko       | JK Eesti Põlevkivi Jõhvi | 8   |
| 7   | Martin Reim       | Flora Tallinn            | 8   |